# بالاتق، بلژیوم
بالاتق (به لاتین: Balâtre) یک منطقهٔ مسکونی در بلژیک است که در ژومپ-سور-سمبر واقع شده‌است. بالاتق ۱۳۹ متر بالاتر از سطح دریا واقع شده‌است.